# Вулиця Коперника (Львів)
Ву́лиця Копе́рника — одна із центральних вулиць Львова, знаходиться у Галицькому районі міста. Починається від проспекту Свободи, а закінчується біля підніжжя Познанського (Пелчинського) пагорбу Цитаделі, на перетині вулиць: Дмитра Вітовського, Героїв Майдану та Андрія Сахарова. Вулиця Коперника паралельна до вулиці Петра Дорошенка, а також утворює перехрестя з вулицями Словацького та Стефаника. Прилучаються вулиці Вербицького, Грабовського, Бандери, Колесси, Ліста, Банківська.

## Історія
У XVI столітті по теперішній вулиці Коперника проходила «Сокільницька дорога», яка вела до села Сокільники (назва відома з 1560 року). У XVI—XVIII століттях Сокільницька дорога забудовувалася, і з того часу дотепер збереглися Шпиталь святого Лазаря та дзвіниця церкви Святого Духа Української греко-католицької семінарії (заснована у 1783 році). З часом верхня частина дороги, приблизно до вулиці Бандери, стала називатися «Сокільницькою вулицею» (від 1690 — вулиця Широка.

Барельєф Патріарха Йосипа Сліпого у Львові на будівлі колишньої семінарії

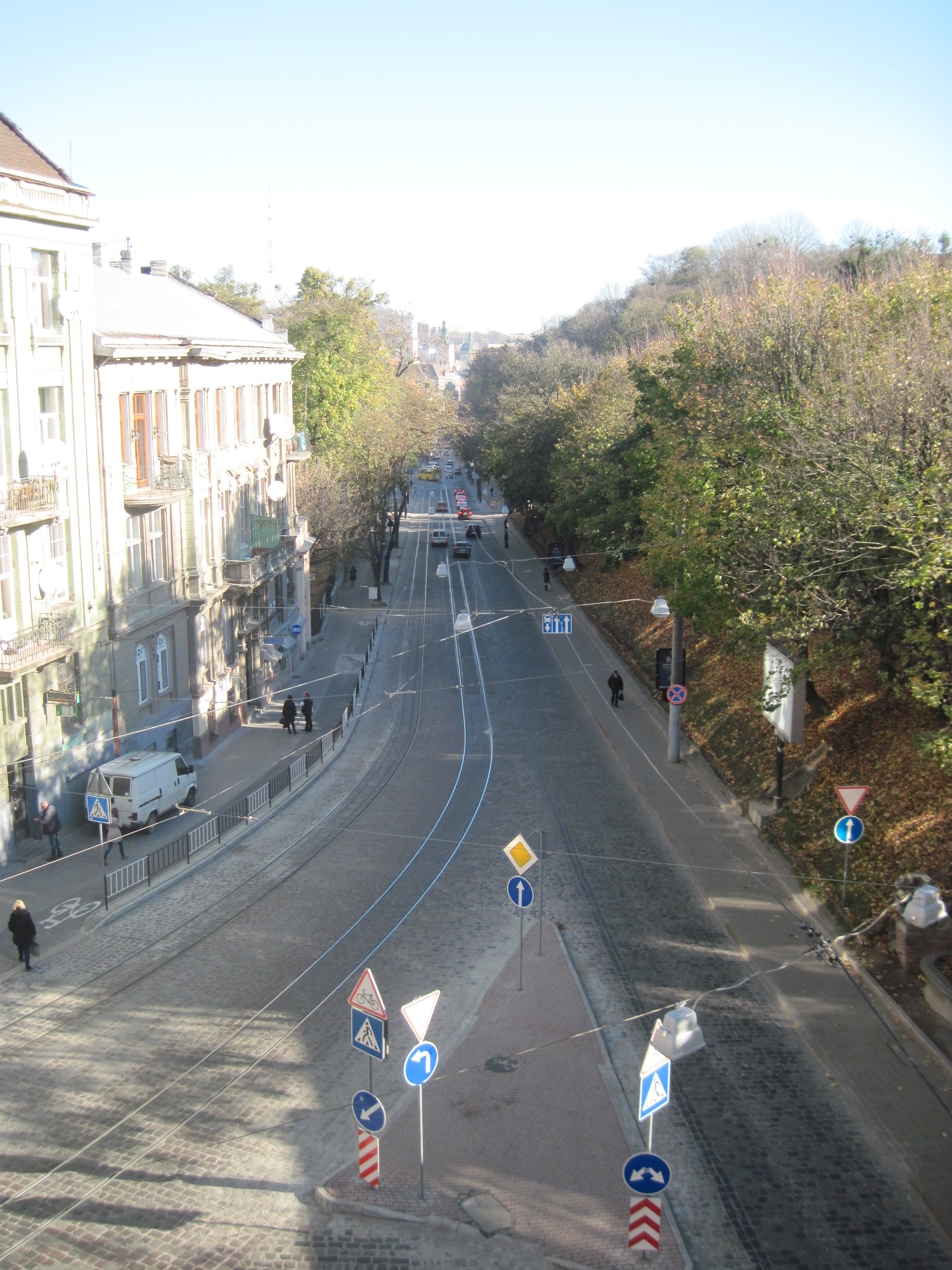
Вигляд на вул. Коперника від початку вул. Степана Бандери

У 1871 році вулицю було названо на честь великого польського астронома — Миколая Коперника. Наприкінці XIX століття вулиця Коперника стала центральною, на ній з'явились багатоповерхові будинки, дорогі магазини. Відносна віддаленість від шуму міста, густа зелень сприяла поселенню на цій вулиці еліти. У XX столітті у більшій частині будівель на вулиці вже розміщувались невеликі підприємства та майстерні.
У 1941 році під час німецької окупації вулиця мала назву Копернікусштрассе. У 1944 році вулиці повернена довоєнна назва — вулиця Коперника.
У 1894 році від пошти до кінця вулиці проклали лінію електричного трамваю. До березня 1970 року у верхній частині вулиці Коперника курсував трамвай № 12 за маршрутом від трамвайного депо через центр на Високий Замок. Нині цією вулицею курсує більшість маршрутів громадського пасажирського транспорту, що прямує через центральну частину міста.

## Пам'ятки архітектури
Поруч з тротуаром, на схилі монастирського пагорба біля костелу та шпиталю святого Лазаря, є напівкругла, викладена цеглою ніша — фонтан «Криниця з левами», що з'явився на цьому місці у середині XIX століття. Нішу прикрашають два кам'яні леви з гербами родин патриціїв Шольц-Вольфовичів та Кампіанів (скульптор Бернард Дікембош), які свого часу прикрашали стару львівську ратушу, що були встановлені тут значно пізніше, ніж була облаштована сама криниця. До криниці вода була проведена з джерела і з часом вода перестала текти, бо джерела замулились. Колодязь діяв до середини 1950-х років і відтоді аж до 2017 року ванна колодязя слугувала квітником.
Реставрацію криниці розпочало 2017 року ПП «Оберіг Груп», зокрема, біля фонтану було перемуровано підпірну стінку, бо через потрапляння ґрунтових вод вона фактично була зруйнована, а також розчищено саму криницю. Старовинні фігури левів, що стояли по обидвох боках колодязя, очистили в майстерні від забруднень. 31 липня 2018 року було встановлено дві відреставровані фігури левів та запущено в дію фонтан. Залишається лише замостити невеличку ділянку тротуару бруківкою, який розкопали під час підведення води. Фонтан буде працювати лише у літню пору, а на зиму його закриватимуть.

### Забудова

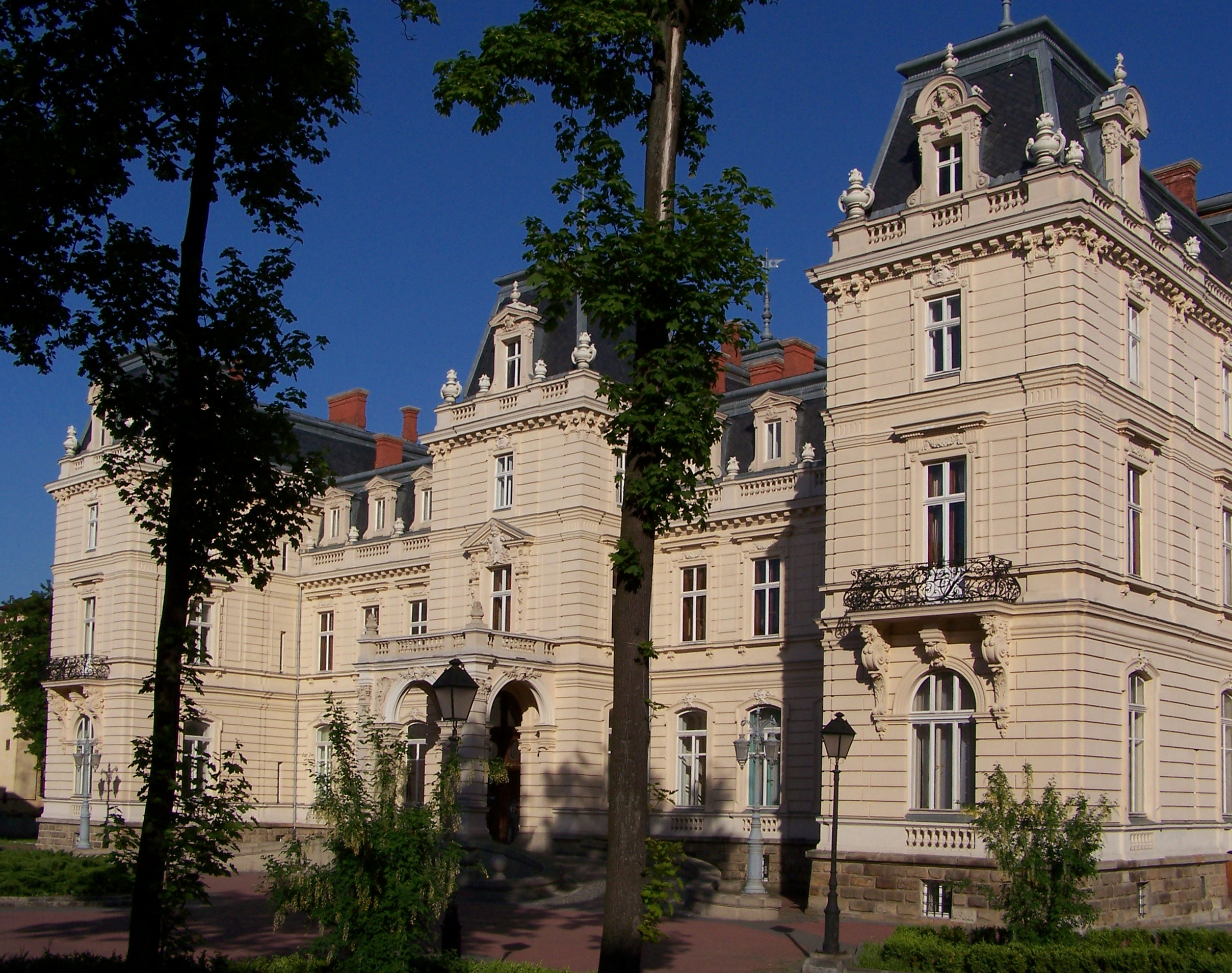
Палац Потоцьких

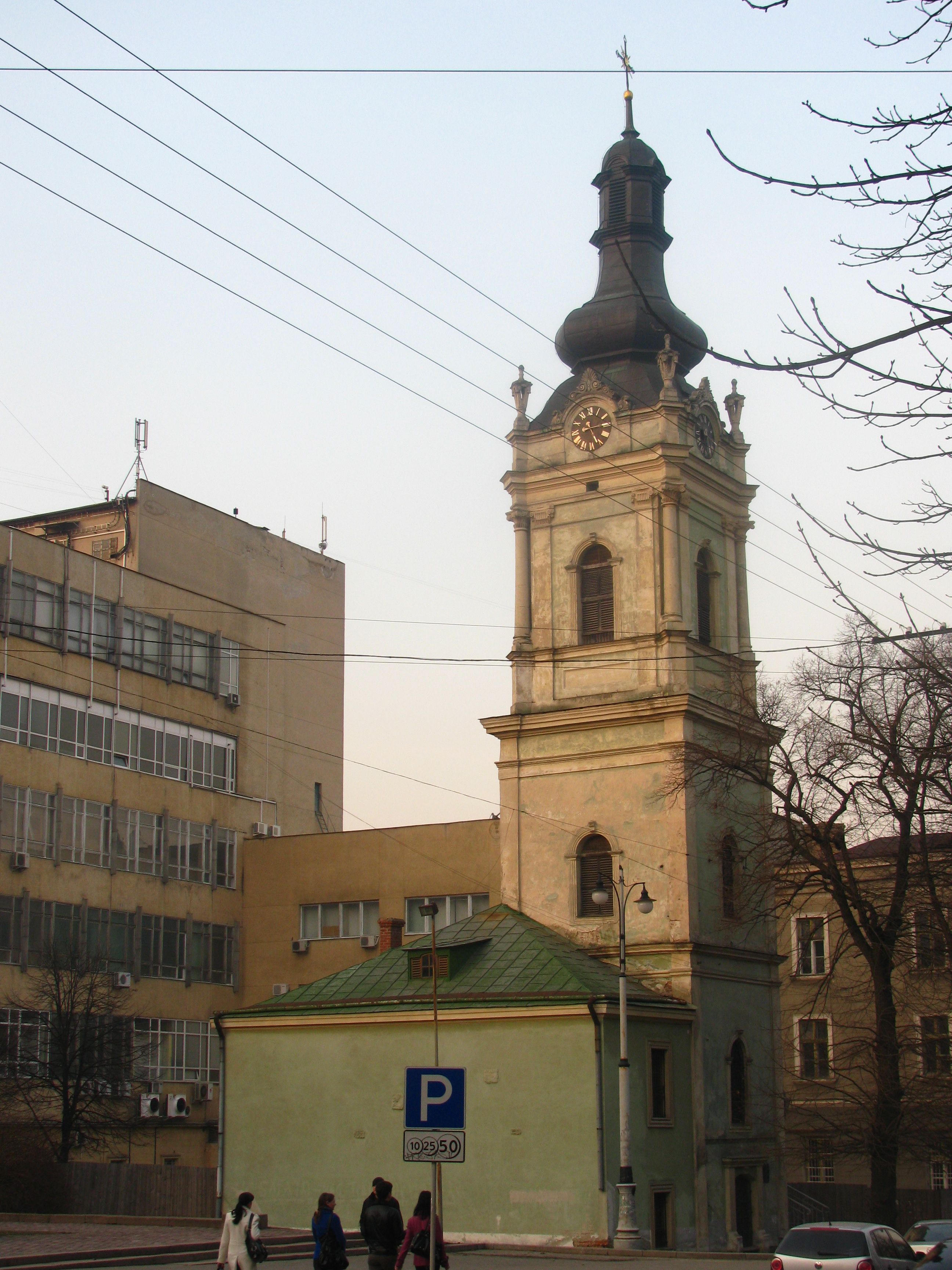
Музей «Русалка Дністровая»

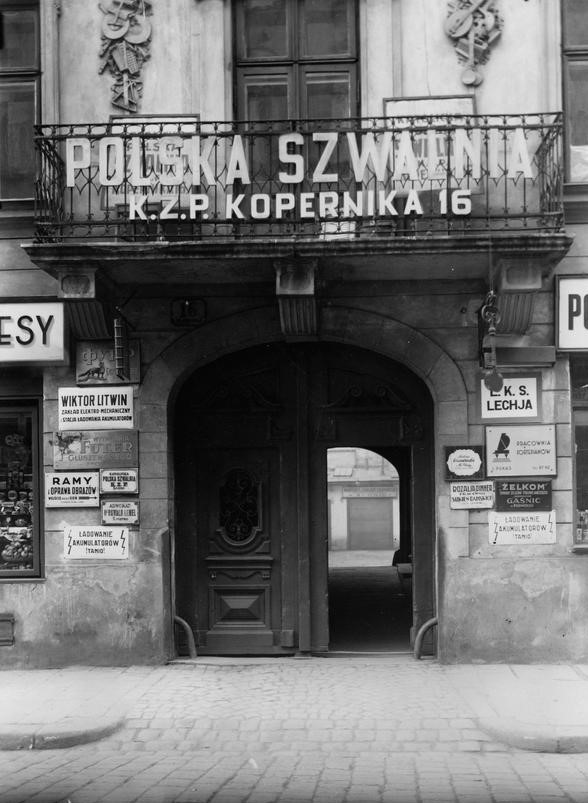
Кам'яниця (вул. Коперника, 16)

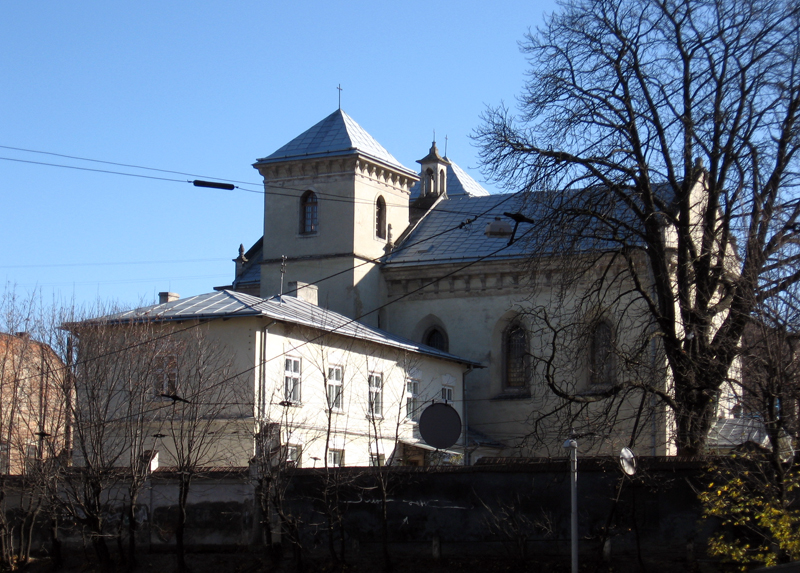
Костел святого Лазаря

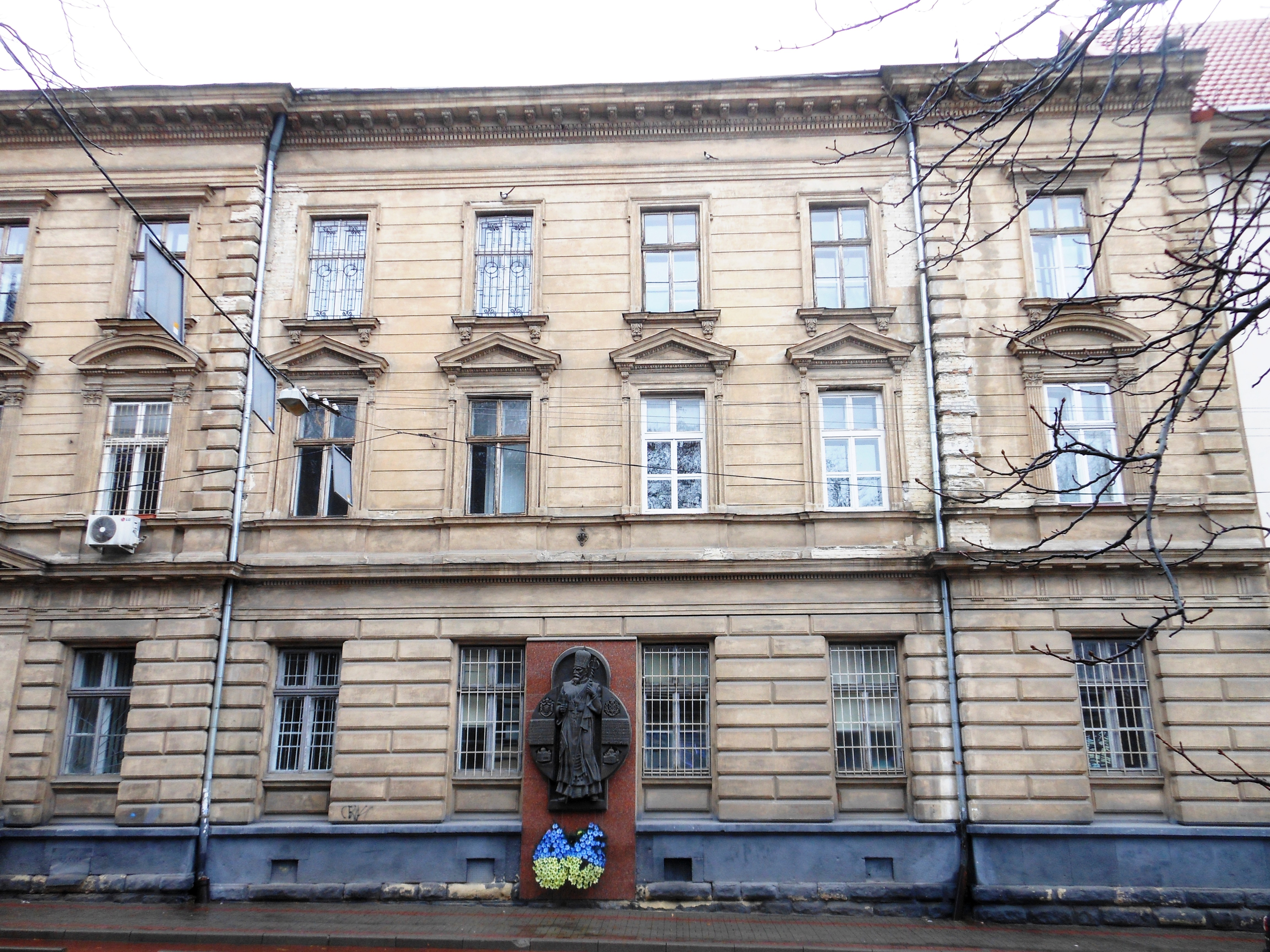
Будинок № 36

Пам'ятник М. Шашкевичу у Львові біля музею «Русалки Дністрової»

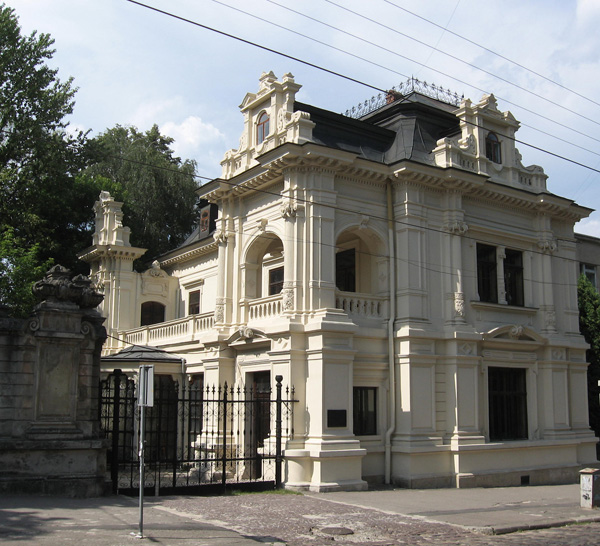
Палац Сапігів

- № 1. На місці цієї будівлі у 1828 році було відкрито аптеку «Під золотою зіркою». Тут у 1853 році львів'яни Ігнатій Лукасевич і Ян Зег винайшли гасову лампу. У 1898—1901 роках будівничою фірмою Івана Левинського за проєктом Івана Левинського та Альфреда Захаревича споруджений «Пасаж Миколяша» — торгова галерея, через яку можна було перейти від вул. Коперника до тодішньої вулиці Крутої (нинішня вулиці Вороного) з відгалуженням до вулиці Лінде (нинішня вулиця Ференца Ліста) та був накритий ажурною заскленою металевою конструкцією. У пасажі були десятки крамниць, два кінотеатри, кав'ярні та різні офіси, зокрема, тут працювало консульство Югославії[8]. На початку другої світової війни, у 1939 році, під час бомбардування міста німецькою авіацією, одна з авіабомб впала на пасаж та зруйнувала його. До початку реконструкції приміщення на першому поверсі будівлі у 2010 році тут функціонувала центральна аптека міста Львова. Після реконструкції у 2017 році в приміщенні колишньої аптеки відкрився інтерактивний музей-кондитерська «Під золотою зіркою» родини Іонових. Власники закладу також планують відновити історичний пасаж Міколяша[9].

- № 2. На початку XX століття на першому поверсі будинку містилися цукерня Яна Гефлінґера, крамниця Артура Бартоша з продажу ламп, залізних, латунних і садових меблів, порцеляни та скляних виробів[10], а також «Оптика» Бенедикта Мюнца[11].

- № 3. Будинок збудовано у стилі модернізму у 1908—1910 роках на місці давньої кам'яниці міщанина Яна Марішлера. Замовником виступала італійська страхова компанія «Assicurazioni Generali»[it]. Архітектор Альфред Захаревич. Фасад оздоблено маскаронами та увінчано чотирма скульптурами роботи Зигмунта Курчинського. Між другим-третім поверхами, над входом — горельєф «Піклування», виконаний Тадеушем Блотницьким. Вітражі сходової клітки виготовлені за картонами Захаревича на фабриці Станіслава Ґабріеля Желенського. На першому поверсі у 1911—1914 роках діяло кабаре «Вулик» (пол. Ul). До 1939 року тут містилися бюро морських подорожей лінії «Ґдиня-Америка»[8], ресторація «Кафка і Скаврон»[12], «Дивани Живецькі» Марцина Тремського[13]. За радянських часів у будинку містився фінансовий технікум (нині — львівська державна фінансова академія)[14]. 6 жовтня 2016 року, у рамках проекту «Львів дипломатичний», на будинку міський голова Львова Андрій Садовий разом із Надзвичайним та Повноваженим Послом Королівства Данії в Україні Крістіаном Донсом Крістенсеном відкрили інформаційну таблицю почесного консульства Королівства Данії, яке працювало тут у 1918—1924 роках[15].

- № 4. П'ятиповерхова будівля споруджена у 1912—1914 роках за проєктом архітекторів Юзефа Сосновського та Альфреда Захаревича для колишньої Земської кредитної спілки[16]. Будівля прикрашена двома монументальними скульптурами крилатого Меркурія, створених Зиґмунтом Курчинським, а з боку від вулиці Банківської оздоблена вгорі скульптурними зображеннями кінських голів. Нижні вікна оздоблені вишуканим мереживом залізних ґрат. Інтер'єр банку прикрашений розписами Каетана Стефановича та Зигмунта Розвадовського[17]. За Польщі цю адресу мали склад кіно-фототехніки та матеріалів Яна Буяка[18], фабричний відділ акціонерного товариства закладів Жирардовських[pl][19]. За радянських часів тут містилося львівське міське управління та львівська обласна контора Держбанку СРСР[20]. Будівля використовується банками й донині — управління НБУ у Львівській області.

- № 5. Колишній прибутковий дім Сидонії (Шіфри) Шютц, збудований у 1910—1911 роках фірмою Міхала Уляма за проєктом Романа Фелінського. Скульптурне оздоблення Зигмунта Курчинського[21][22]. За Польщі тут містилися склад та представництво фабрики шоколаду Е. Ведель[19]. В цьому будинку до 1943 року мешкав галицький український політичний і військовий діяч, полковник армії УНР (генерал-хорунжий в еміграції), правник, один із засновників української артилерії Роман Дашкевич[23]. У будинку від грудня 1944 року міститься львівська державна музична школа № 2 імені Миколи Колесси), що була заснована у 1939 році, як музична вечірня школа для дорослих[24]. З 1926 роках тут містився салон, що виробляв та продавав музичні інструменти. Від 1960-х років й донині перший поверх будинку займає крамниця музичних інструментів «Трембіта», яка у 2021 році за «найтриваліший період незмінного місцезнаходження» увійшла до Книги рекордів України[25].

- № 9. Кам'яниця збудована у 1912 році за проєктом архітектора Казимира Теодоровича. Від часу побудови на першому поверсі будівлі діє кінотеатр «Коперник» (початкова назва — «Санс-Рівал»), один із найстаріших кінотеатрів міста[26]. До початку 1960-х років у будинку був також готель. Тимчасово не функціонує. Львівська міська рада планує розмістити в цьому приміщенні молодіжний центр, а також офіс Молодіжної столиці Європи[27].

- № 10. (інша адреса — вулиця Банківська, 1). Триповерховий будинок, споруджений у 1880-х роках у стилі неоренесанс для Герша та Рахеля Ґьотців. У 1904—1910 роках тут містилася редакція щоденного часопису «Tagblatt» (друкувався на їдиш), до 1914 року тут також містився офіс фабрики «Buchsbaum i Kindler». Протягом 1909—1914 років тут мешкали архітектор Альберт (Аба) Корнблют та художник-вітражист Юзеф Штаубер. У 1935—1939 роках тут видавався часопис «Zew młodych» (друкувався польською мовою та на їдиш). До 1920 року будинок перебував у власності Гьотців[28], у 1935 році — власність Клари Краус[29]. Нині на першому поверсі будинку містяться відділення «Дельта Банку» та майстерня з ремонту взуття.

- № 11. За цією адресою за Польщі працювала крамниця з продажу музичних інструментів Конрада Хаїма і сина[18].

- № 12. Чотириповерховий будинок споруджений у 1908 році архітектурним бюро Едмунда Жиховича за проєктом архітектора Міхала Лужецького у стилі модернізованого ампіру для Леона та Францішки Ціонів[30]. За іншою інформацією, перші згадки про цей будинок датуються 1856 роком. Можливо, новий власник будинку — адвокат Леон Ціон — його перебудував[31]. Фасад прикрашають чотири барельєфи «Пори року» різця Юліуша Белтовського[30]. Будинок залишався у власності Леона Ціона до 1939 року[29][32]. Щодо приміщень першого поверху. У 1920-х роках тут містилася книгарня Ліни Воль[30], працювала чоловіча кравецька майстерня Марека Тейга[33], у 1950—1960-х роках — годинникова майстерня[34], у 2000—2016 роках — відділення «Universal Bank»[35].

- № 14. Чотириповерховий будинок споруджений у 1908 році архітектурним бюро Едмунда Жиховича за проєктом архітектора Міхала Лужецького у стилі модернізованого ренесансу для родини Грудерів. У 1910—1914 роках на першому поверсі будинку містилася літературно-наукова книгарня Феліції Носсіг. У 1920 році будинок від Грудерів перейшов у власність Клари Бюргер[36]. У 1939 році будинок перебував у власності адвоката Ігнація Кагане[32]. Нині тут міститься хостел та студентський гуртожиток № 11 Львівського національного університету імені Івана Франка[37].

- № 15. Палац Потоцьких, збудований у 1880—1889 роках в стилі французького класицизму для графа Романа Потоцького. За радянських часів тут містилися різні установи — Палац піонерів, Український державний геологорозвідувальний інститут, Палац урочистих подій. Нині будівля належить Львівській галереї мистецтв імені Бориса Возницького.

- № 15а. Музей модернізму — нова експозиційна локація Львівської національної галереї мистецтв імені Бориса Возницького, що відкрилася 5 травня 2021 року на двох поверхах приміщення позаду палацу Потоцьких. У семи залах музею розгорнута ретроспектива львівського мистецтва від ранніх модерних експериментів до прикладів естетики пізнього структуралізму. Колекція сформована з фондів Галереї мистецтв, Національного музею та приватних збірок[38]. Розпочинає експозицію зал історичного авангарду та високого модернізму: мистецтво 1914—1939 років. Інший розділ експозиції ілюструє екзистенційну чутливість повоєнного суспільства та стан соціального відчуження львівських інтелектуалів у добу тоталітарного пресингу 1939—1953-х років. Тут вперше системно представлено різновиди тактильної абстракції та раннього структуралізму у авторстві Карла Звіринського та митців його «герметичного кола». Наступний зал розкриває феномен Євгена Лисика — унікального модерного сценографа та митця екзистенціаліста. В залі експоновані унікальні ескізи його сценічних рішень та авторська великоформатна графіка 1960—1980-х років. Четвертий зал присвячений пост-індустріальному бунту львівських нонконформістів. Авторські серії творів Любомира Медвідя 1967—1968 років, Івана Остафійчука 1972—1974 років, Романа Жука 1973—1974 років, композиції Романа Петрука 1970-х років. У творах відстежуються впливи європейських течій: дадаїзму, сюрреалізму та неоекспресіонізму. П'ятий зал ілюструє масштабне явище «львівського нео-авангарду» — мистецтво 1962—1975 років, що ілюструє нетривалий період повернення модерної стилістики у львівське мистецтво завдяки «хрущовській відлизі» та новому ідеологічному курсу офіційного мистецтва середини 1970-х під видом «радянського модернізму» та «суворого стилю». Наступна частина експозиції експонує твори завершальної фази модерної естетики, з її акцентами на структуралізмі, космогонічній тематиці та медитативних формах безпредметних образів. Останній зал візуалізує перехідну добу між львівським модернізмом та постмодернізмом. Твори Мирослава Ягоди, Романа Жука, Ростислава Лаха, Андрія Сагайдаковського — розкривають явище антисоціального відчуження та екзистенційного крику, наближеного до західного означення «транс-авангарду»[39].

- № 16. Близько 1888 року органмістр Ян Слівінський викупив цей будинок для потреб власної фабрики органів. Перебудувала для Слівінського цю кам'яницю фірма Івана Левинського, ймовірно за проєктом Яна Томаша Кудельського. Фасад будинку барельєфами жінок-музикантів оздобив, ймовірно, львівський скульптор Петро-Віталіс Гарасимович[40]. Кам'яниця мала величезне внутрішнє подвір'я, що, дозволяло майстрові зберігати в себе на фірмі велику кількість необхідних для виготовлення органів матеріалів та різноманітних пристроїв, заготовки з різних порід дерев, запасні частини тощо. Виробничі площі фабрики розташовувалися вглибині будинку. Від 1892 року й до трагічної смерті майстра у 1903 році його фірма діяла за цією адресою[41]. У 1925 році, на замовлення власників, було проведено реконструкцію автомобільної майстерні, що розташовувалася на подвір'ї будинку, за проєктом архітектора Зигмунта Шмукера[42].

- № 17 — Львівський палац мистецтв, споруджений у 1987 році за проєктом архітектора Василя Каменщика. Нині тут також міститься Львівська обласна організація Національної спілки художників України. У попередньому будинку, що стояв на цьому місці, за Польщі містився відділ продажів Малопольської спілки бджолярів[43].

- № 18. За цією адресою за Польщі працювала крамниця фотоапаратів та приладів Станіслава Барвіка[18].

- № 19. За цією адресою працювала фабрика корків Мюльштайна. Будинок реконструйовано фірмою Едмунда Жиховича за проєктом 1908 року авторства Петра Тарнавецького[44].

- № 20. Будинок збудований за проєктом архітектора Фридерика Баумана у 1820-х роках. Спочатку тут працювала друкарня Гоявічинського, пізніше будинок належав віце-губернатору Галичини Францу Краусу. У 1839 році мешкав ерцгерцог Франц Карл Йосип Габсбург (1802—1878), батько майбутнього австрійського імператора Франца Йосифа I.

- № 22. У цьому будинку діяла майстерня скульптора Юліуша Белтовського[45].

- № 23 — двоповерхова кам'яниця на розі з вул. Колесси, зведена наприкінці XIX століття. У наріжнику першого поверху у міжвоєнний період стояла фігура Діви Марії, яка безслідно щезла у радянський час. У 2010 році у нішу встановлена фігура Матері Божої Фатімської. В будинку у 1902 році мешкав відомий український галицький архітектор та громадський діяч Василь Нагірний[46]. В приміщеннях цокольного поверху будинку від вул. Коперника у міжвоєнний період містилися інженерно-архітектурне бюро будівничого Зиґмунта Шлагера[47] та аптека Хайльмана[48].

- № 26. Неоренесансний будинок, споруджений 1885 року для адвоката Феліціана Яцковського. На його фасаді поміщено погруддя Коперника, авторства, ймовірно, Юліуша Белтовського[45].

- № 27. — колишній шпиталь святого Лазаря — комплекс будівель, що відносяться до XVII—XIX століть і мають статус пам'яток архітектури. Серед них костел святого Лазаря, освячений у 1639 році, пам'ятка епохи ренесансу з елементами готики. Архітектор Амвросій Прихильний, який помер 1640 року і був похований у крипті костелу. 1872 року проведено капітальний ремонт. У радянський час більшість творів мистецтва, що зберігалися в храмі, зникли. Будівлі було передано військовим. 1989 року храм та прилеглі шпитальні будинки передали Державній академічній хоровій капелі «Дударик». Нині в храмі також почергово проводяться богослужіння громад Української греко-католицької церкви та Православної церкви України.

- № 28. У 1908—1914 роках в будинку містилася філія фотоательє «Геліос» Макса Апісдорфа, головний офіс ательє містився в будинку на вул. Асника, 4 (нині — вул. Богомольця)[49].

- № 30. Чотириповерховий будинок, зведений у 1906—1907 роках в стилі неоготики за проєктом архітектора Яна Шульца для братів Станіслава та Стефана Сеферовичів. Скульптурна орнаментика Петра Гарасимовича[50]. У 1930-х роках в будинку містилося бюро Францішека Іжика, що спеціалізувалося на монтажі та ремонті систем центрального опалення закладів охорони здоров'я[19]. У 1934 році Марк Вайнбаум влаштував у будинку друкарську складальню. До вересня 1939 року будинок перебував у власності Сеферовичів[32][51]. Нині на першому поверсі будинку міститься салон краси «Шарель» («Дей Спа Sharel»), а більшість приміщень й надалі зайняті житлом[52].

- № 31, 33. Чотириповерхові кам'яниці, зведені у 1928—1929 роках за проєктом архітектора Адольфа-Шимона Віттмана у стилістиці модернізованого класицизму та ар-деко на замовлення Марка та Зигмунта Мюльштейнів[53][54]. Власниками будинків у 1936—1939 роках були: № 31 — Юзеф та Анна Вальтер, № 33 — Юзеф та Регіна Мюнцери[51].

- № 36. У 1729 році на цьому місці було збудовано жіночий монастир ордену домініканок. У 1783 році його закрили, а у будівлі розташувалась греко-католицька духовна семінарія (згодом — духовна академія). У радянські часи будівля старих «музеїв» або семінарський гуртожиток використовувався як студентський гуртожиток Львівського університету імені Івана Франка, але наприкінці 1970-х років будівлю знесено і на її місці побудували сучасну прямокутну будівлю (нинішня адреса — вул. Дорошенка, 43), яку займають служби Львівської філії АТ «Укртелеком», а нові приміщення колишньої семінарії займає географічний факультет Львівського національного університету імені Івана Франка (нинішня адреса — вул. Дорошенка, 41). Поруч розташована дзвіниця церкви Святого Духа, що була збудована 1729 року поряд з однойменною церквою. Сама ж церква була зруйнована 15 вересня 1939 року, під час бомбардування Львова німецькою авіацією. У наш час на місці, де стояла церква Святого Духа, проведено археологічні дослідження, виявлено фундаменти церкви, але навіть до консервації справи так і не дійшли. Планувалася навіть відбудова церкви. Нині у дзвіниці Свято-Духівської церкви розташовано експозицію музею «Русалка Дністровая».

- № 38. За цією адресою за Польщі працювала майстерня Яна Ортнера з виготовлення меблів[55], також жіночий загальноосвітній гуманітарний та математично-фізичний ліцей Ольги Філіпі-Жихович[56]. Нині цієї адреси не існує.

- № 40. В будівлі міститься львівська середня загальноосвітня школа I-III ступенів № 9 з поглибленим вивченням інформаційних технологій[57].

- № 40а. Палац князів Сапігів, збудований 1868 року у стилі французького бароко за проєктом архітектора Адольфа Куна. У радянські часи у вцілілій після війни частині палацу містилася бібліотека та актова зала львівської середньої загальноосвітньої школи № 9, пізніше тут розташували львівську обласну організацію Українського товариства охорони пам'яток історії та культури. Вздовж вул. Коперника біля будівлі збереглися залишки палацового парку.

- № 42. Палац Бєльських було перебудовано у 1921—1923 роках архітектором професором Іваном Багенським для графів Бєльських у стилі неокласицизму. Від радянських часів й понині тут міститься Львівський обласний будинок вчителя, при якому функціонує педагогічний музей[58].

- № 56. Двоповерховий будинок. Тут за Польщі містилася першокласна майстерня чоловічого, жіночого і дитячого взуття та ремонту калошів і валянків М. Зубрицького.